# Luke McLean
Luke McLean (Townsville, Queensland, 29 de junio de 1987) es un exjugador de rugby italo-australiano que jugaba de zaguero y apertura. Representó a Italia a nivel internacional.

## Vida personal
McLean nació en Townsville, Queensland.
Sus abuelos maternos eran italianos; sin embargo, su abuelo tuvo que abandonar la ciudadanía italiana para comprar tierra en Australia.
McLean estudió en el St. Laurence's College, de South Brisbane.

## Carrera profesional
McLean jugó para Perth Spirit en el Australian Rugby Championship antes de unirse al equipo italiano Calvisano en 2007, rchazando un contrato con Western Force. McLean se unió a la Benetton Treviso en 2009, luego firmó con los Sale Sharks y después volvió a la Benetton.
McLean era seleccionable tanto para Australia como para Italia. Jugó con la selección australiana sub-19, ayudando a ganar la Copa Mundial sub-19. Hizo su debut con la absoluta de Italia en contra Sudáfrica el 21 de junio de 2008 en Ciudad del Cabo. Italia fue derrotada 26–0.
McLean marcó sus primeros puntos como internacional en el Torneo de las Seis Naciones 2009 en la derrota 36–11 frente a Inglaterra en Twickenham el 7 de febrero de 2009. Marcó dos penaltis en la primera mitad. Luego jugó contra Irlanda el 15 de febrero, marcando los 9 puntos de Italia, convirtiendo tres penaltis en la derrota 38–9 en el Stadio Flaminio, Roma. McLean marcó otros tres puntos pateando un penalty en la derrota 26–6 frente a Escocia en Murrayfield el 28 de febrero. Jugó en los demás partidos, pero no marcó.
McLean intervino en los dos test match de Italia en una gira contra Australia y Nueva Zelanda en 2009, marcando la mayoría de los puntos de Italia. Marcó un ensayo contra Inglaterra en el Torneo de las Seis Naciones 2013.
Ha sido seleccionado para jugar la Copa del Mundo de Rugby de 2015